# 苏曼
苏曼（1979年3月9日—），女，四川成都人，中国大陆女中音歌手，词曲创作人，《现代青年》专栏作者，成都人。早年在当地酒吧驻唱，以演唱蔡琴的经典曲目而出名，被称为“小蔡琴”。已出版专辑《佳人曲》、《苏曼的夜晚》、《壹玖柒零》。2011年7月，由苏曼担当制作人及大部分词曲创作的首张个人原创音乐大碟《壹玖柒零》正式问世。

## 生平
2005年 与成都靓声唱片牵手，录制了第一张专辑《佳人曲》。
2006年 与广州星外星签约，推出《苏曼的夜晚》专辑，获得了很大反响。
2007年12月《苏曼的夜晚》获得于北京举办的国际音像节最佳发烧碟奖。
2008年12月2日 陈凯歌的电影《梅兰芳》全球首映庆典，演唱了自创歌曲《忆》。 
2009年 成立苏曼音乐工作室，同年推出《忆 EP》。
2009年9月 在电影《建国大业》首映礼演唱了电影推广曲《不曾改变》。
2011年7月28日 完全由个人出资、制作的个人原创音乐专辑《壹玖柒零》出版。

## 个人专辑
| 歌曲           | 發行日期      | 發行公司       |
| -------------- | ------------- | -------------- |
| 《佳人曲》     | 2005年7月1日  | 成都靓声唱片   |
| 《苏曼de夜晚》 | 2007年7月7日  | 广州星外星     |
| 《壹玖柒零》   | 2011年7月28日 | 苏曼音乐工作室 |